# Свидетельство на возвращение
Свидетельство на возвращение (СНВ) — в России документ, временно (на срок до 15 суток) заменяющий заграничный паспорт в случае его утраты или истечения его срока действия за рубежом. Оформляется консульским учреждением. Для оформления свидетельства на въезд (возвращение) в Российскую Федерацию гражданин должен лично явиться в дипломатическое представительство или консульское учреждение Российской Федерации и подать письменное заявление, к которому необходимо приложить:

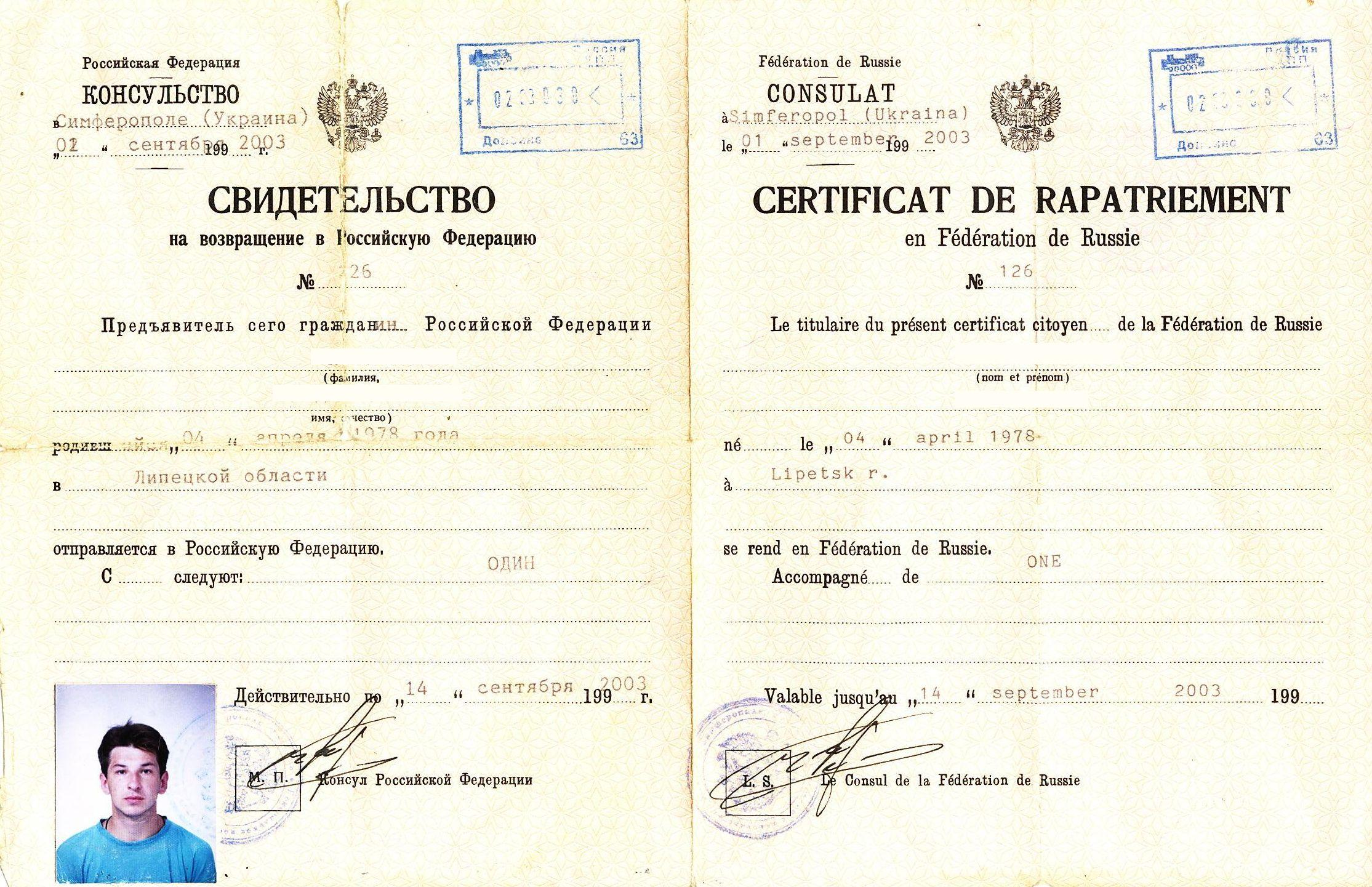
Свидетельство на возвращение в РФ, выданное Консульством России в Симферополе в 2003 году

- Свидетельство на возвращение в РФ, выданное Консульством России в Симферополе в 2003 годуопросный лист установленного образца;
- документ, выданный компетентными органами страны пребывания, подтверждающий факт обращения гражданина по поводу утраты паспорта, либо просроченный заграничный паспорт
- 2 фотографии размером 3,5 см на 4,5 см;
- документы, позволяющие установить личность заявителя и место его жительства в Российской Федерации (при отсутствии таких документов — заверенные в установленном порядке заявления не менее 2-х граждан России, подтверждающие личность заявителя).

Свидетельство на въезд (возвращение) в Российскую Федерацию может быть выдано дипломатическим представительством или консульским учреждением только после получения всех необходимых сведений о заявителе, исключающих любые сомнения относительно его личности и принадлежности к гражданству Российской Федерации.
Подобный документ существует и в других странах (например, на Украине он называется удостоверением на возвращение, в некоторых странах выдаётся т. н. временный паспорт). Если лицо, утратившее паспорт, постоянно проживает за границей (оформило выезд в установленном порядке), то ему выдаётся полноценный паспорт по согласованию с консульским учреждением, где оно состоит на учёте. Причина, по которой невозможно сразу выдать полноценный загранпаспорт — отсутствие единого реестра, позволяющего с абсолютной точностью установить личность и гражданство заявителя. В странах, где такой реестр существует, обычно выдаётся сразу новый паспорт. Напротив, в некоторых государствах СНВ не является документом, подтверждающим гражданство и выдаётся на основании личных впечатлений консула.
См. http://www.mid.ru/dks.nsf/mnsdoc/04.03.03 и сайты дипломатических представительств России и других стран.